# Jan Christiansen
Jan Clifford Christiansen (Enebakk, 8 aprile 1941) è un allenatore di calcio ed ex calciatore norvegese, di ruolo centrocampista.

## Carriera

### Giocatore

#### Club
Christiansen iniziò la carriera al Lillestrøm, trasferitosi a Trondheim per motivi di studio, giocò nel Rosenborg dal 1966 al 1975. Periodo nel quale totalizzò 165 presenze e 25 reti. Fu anche capitano della squadra. Fu un regista compassato, alto di statura e abile nei colpi di testa (suo il primo gol, sugli sviluppi di un calcio d'angolo, nella finale di coppa del 1971 contro il Fredrikstad: fu l'ultima delle sue nove reti nella stagione del "double").
Nel 1976, passò al Røros.

#### Nazionale
Christiansen giocò 13 incontri per la Norvegia. Esordì il 21 luglio 1969, nella vittoria per 2-1 sull'Islanda. Fu capitano anche della Nazionale sin dalla sua quarta presenza.

### Allenatore
Christiansen fu tecnico del Rosenborg e del Røros.

## Palmarès

### Giocatore

#### Club

##### Competizioni nazionali
- Campionato norvegese: 3

Rosenborg: 1967, 1969, 1971
- Coppa di Norvegia: 1

Rosenborg: 1971